# Hajduczka

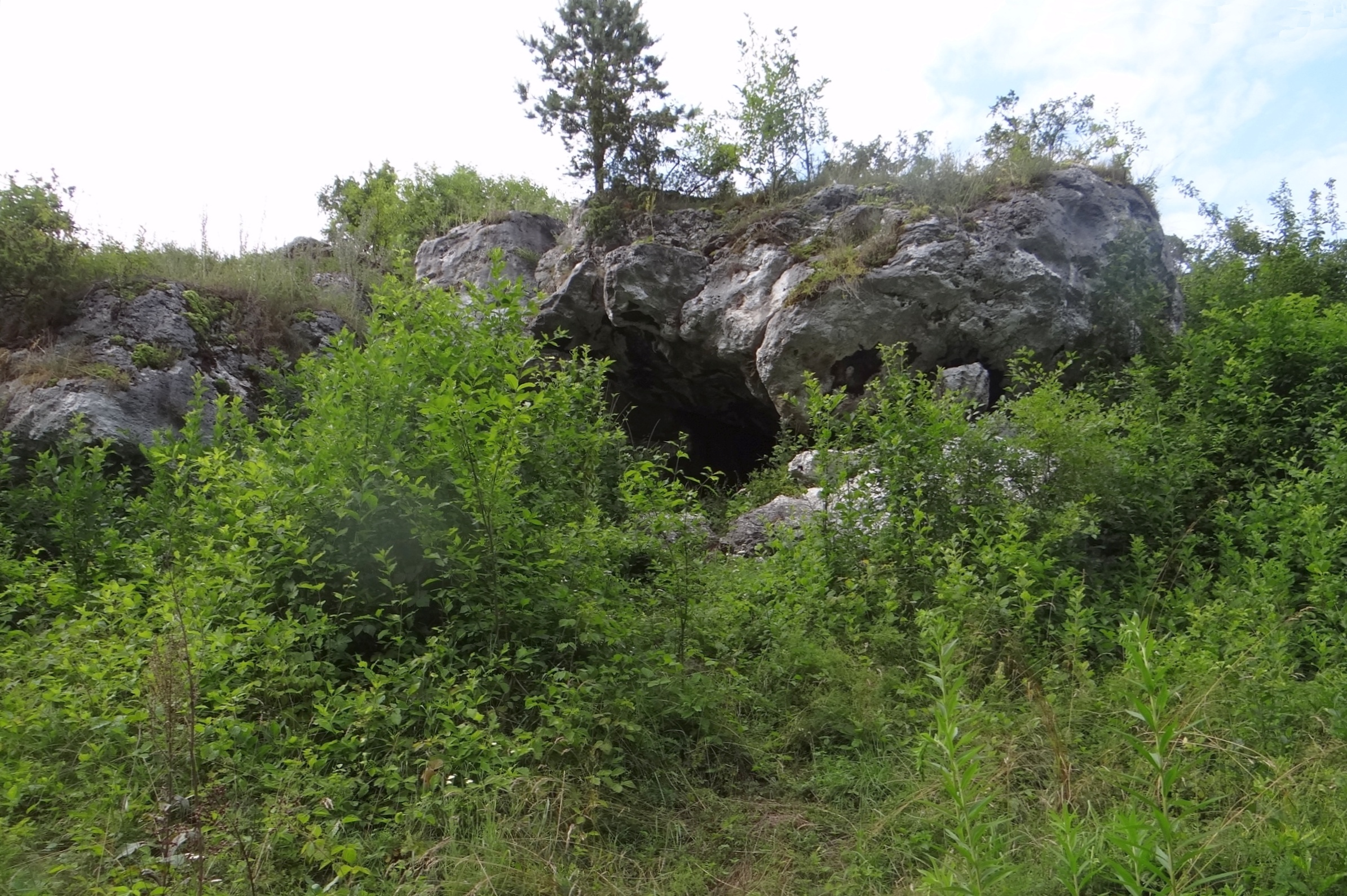
Skalisty szczyt Hajduczki

Hajduczka (392 m n.p.m.) – wzniesienie we wsi Zaborze w województwie śląskim, w powiecie myszkowskim, w gminie Żarki. Znajduje się po północno-wschodniej stronie ostatnich zabudowań tej wsi i po północnej stronie drogi z Zaborza do Suliszowic. Pod względem geograficznym jest to obszar Wyżyny Częstochowskiej wchodzący w skład Wyżyny Krakowsko-Częstochowskiej.
Hajduczka jest porośnięta lasem, ale w najwyższym jej punkcie wznoszą się kilkumetrowej wysokości gołe wapienne skały, a po ich południowej stronie jest niewielka i zarastająca polana. W skałach tych są dwie jaskinie: Jaskinia Lisia w Hajduczce i Schronisko w Zaborzu.